# Коромысло синее
Коромысло синее, коромысло лазуревое (лат. Aeshna cyanea) — крупная стрекоза из группы Разнокрылых стрекоз.

## Описание

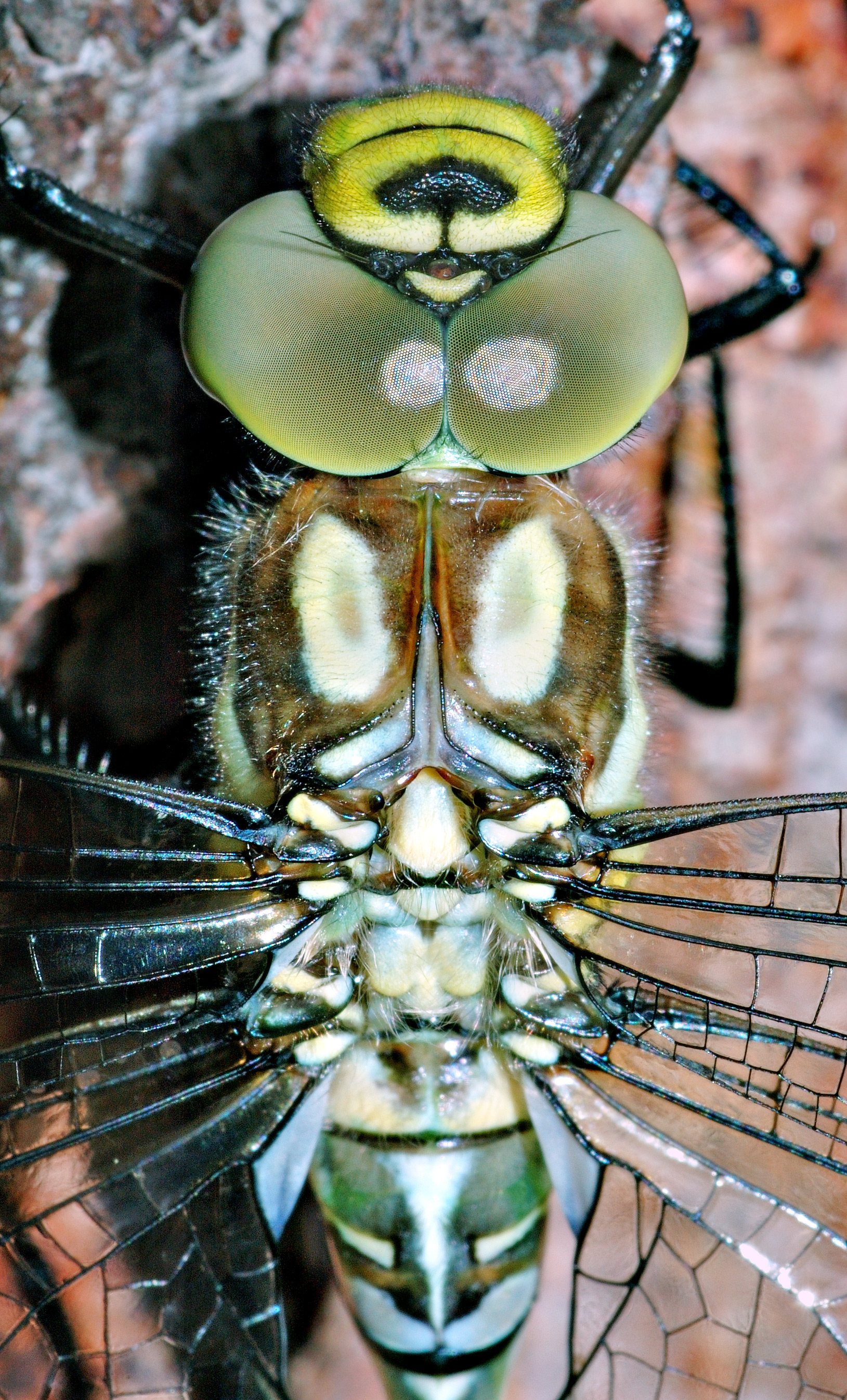
Голова и грудь крупным планом

Длина тела 65—80 мм, размах крыльев до 110 мм. Глаза у самцов зеленовато-голубые, у самок желтовато-зелёные. На лбу чёрное пятно в виде буквы Т. Грудь сверху коричневого цвета, с 2 широкими зелёными продольными полосками. По бокам грудь — зелёного цвета, с чёрным рисунком. У самцов брюшко чёрной окраски, на спинке зелёное, с голубыми боковыми пятнами. На последних сегментах брюшка все пятна голубого цвета. У самца верхние анальные придатки брюшка на вершинах отчетливо загнуты вниз. У самок брюшко коричневато-красного цвета, с зелёными пятнами или светло-серого цвета, со светло-голубыми пятнами.

## Ареал
Европейский вид.

## Биология
Имаго встречаются с 2 декады июня и до ноября (на юге ареала). Самки часто летают по вечерам. Могут развивать скорость до 60 км/час. Охотятся на летающих насекомых, даже на других стрекоз, высматривая добычу огромными глазами. Предпочитают крупные стоячие водоёмы, пруды и заросшие озёра.

## Размножение
В отличие от других близкородственных видов, самки синего коромысла откладывают яйца не в воду с водной растительности, а на сухую землю или мох около уровня воды. Яйца зимующие. Личинки вылупляются в апреле.
Тело личинок широкое, толстое, коренастое, хвостовых жабр нет. Личинки живут среди водных растений. Активные хищники — поедают мелких рачков, личинок комаров, водных насекомых, мальков рыб. Развитие личинок 2-годичное, превращаются в имаго после 13 линек. К концу своего развития достигают длины 50 мм.

## Галерея

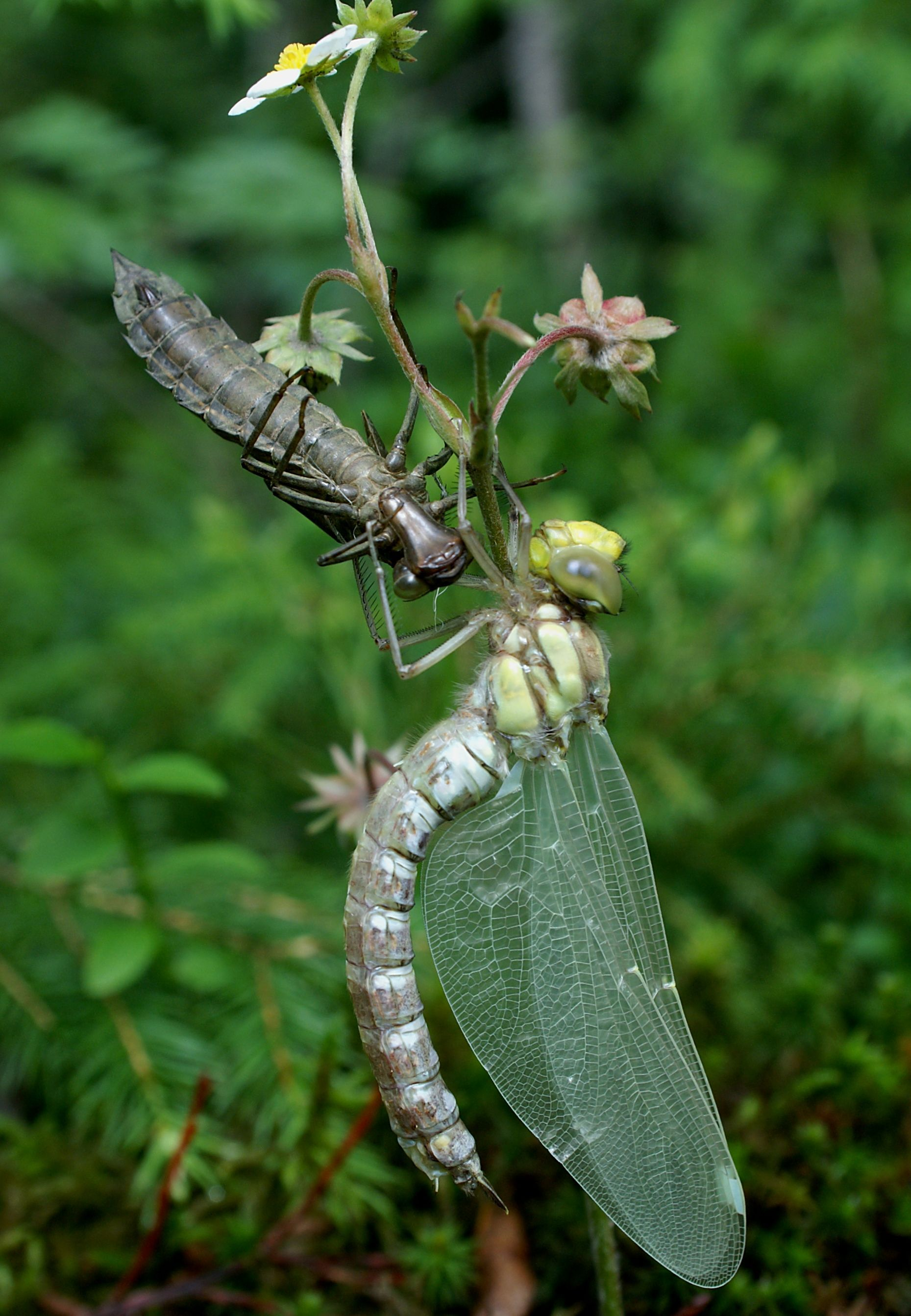
Самка, недавно вышедшая из стадии личинки, со шкуркой (экзувием) последней.
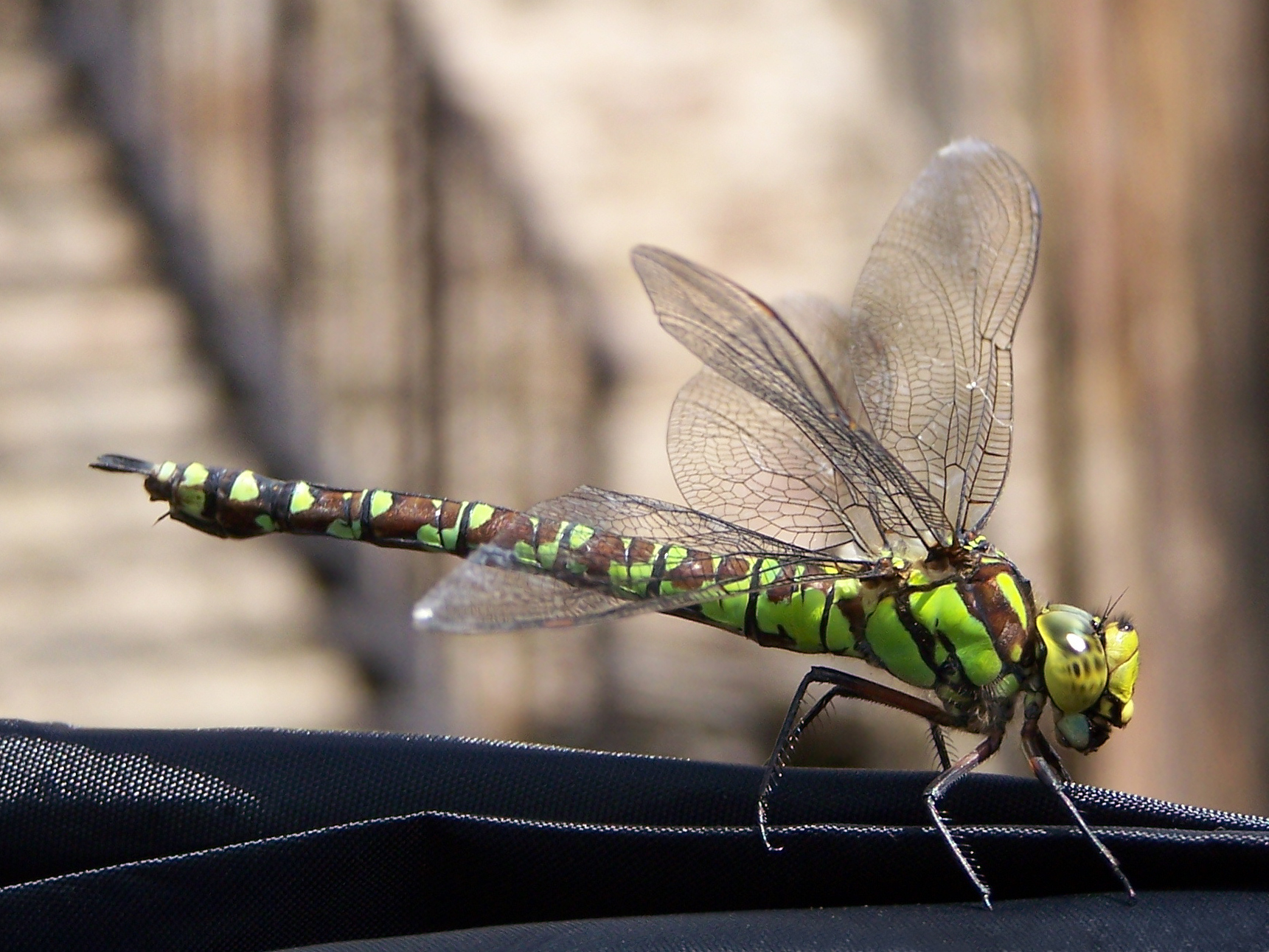
Самка
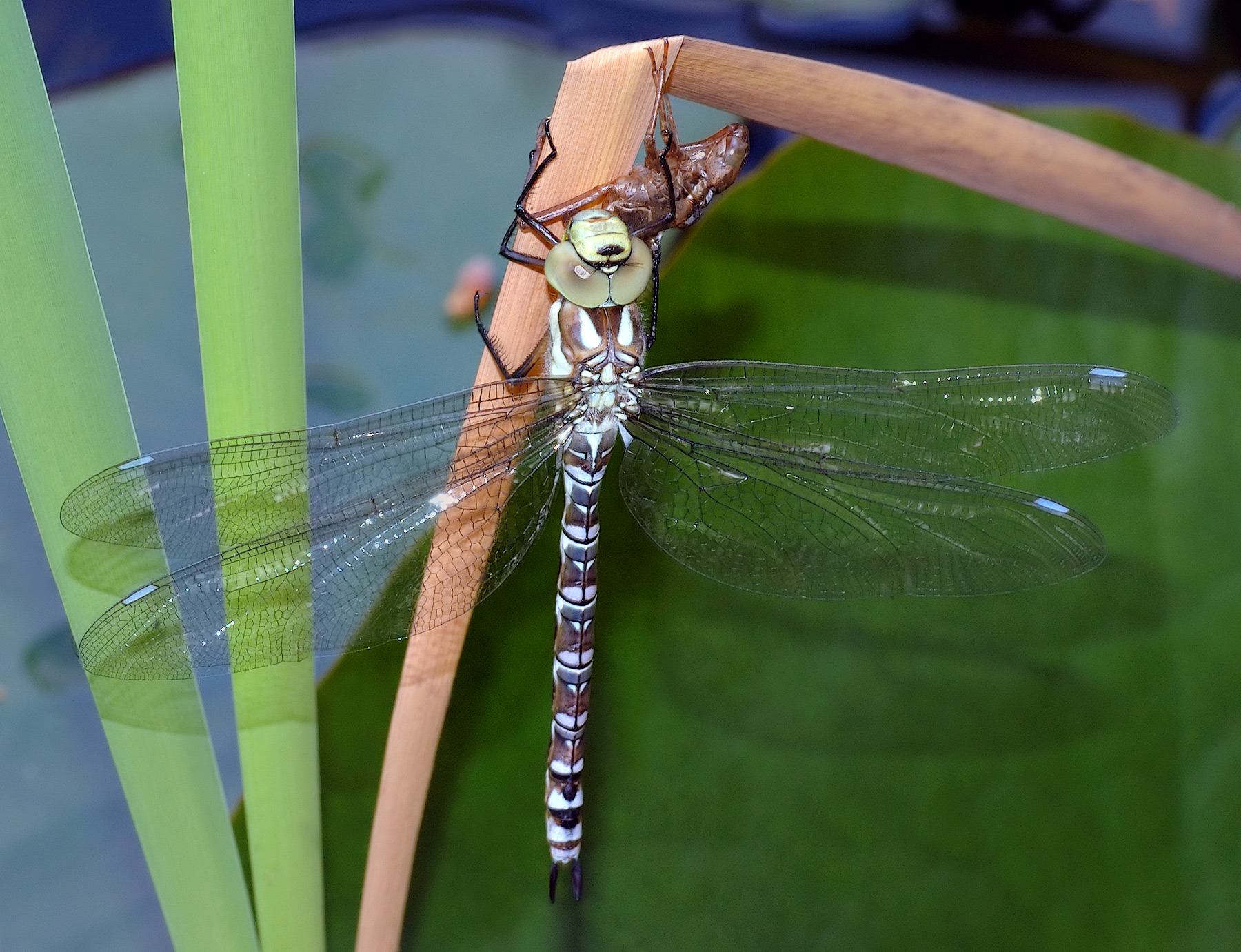
Молодая самка
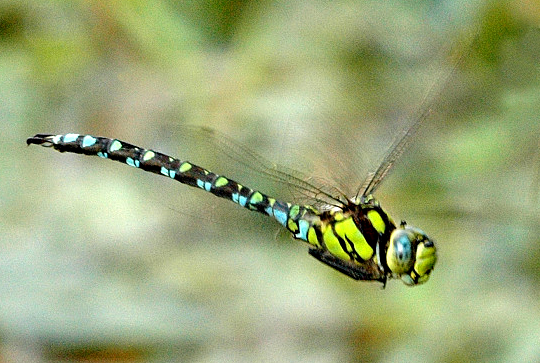
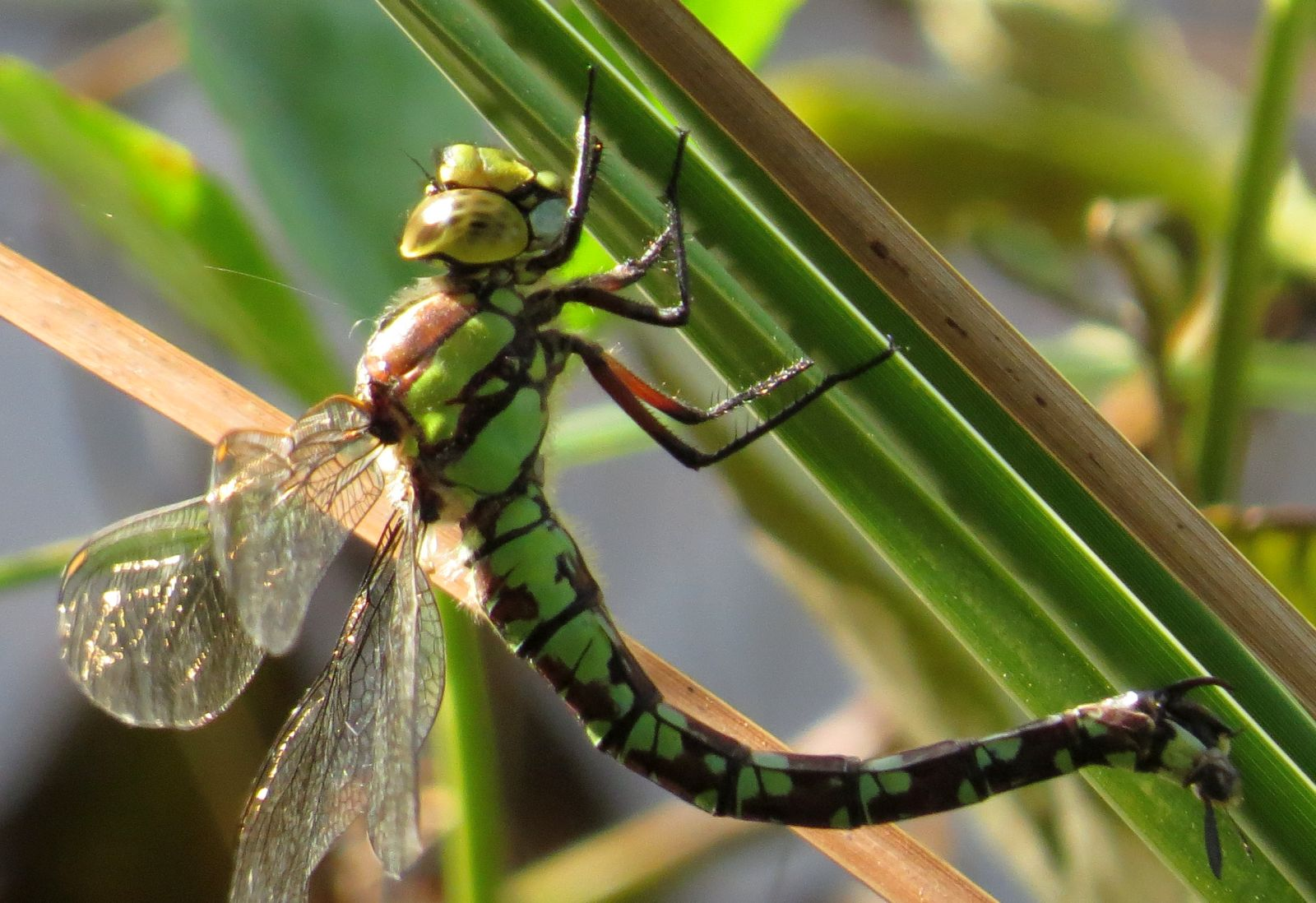
Самка откладывает яйца
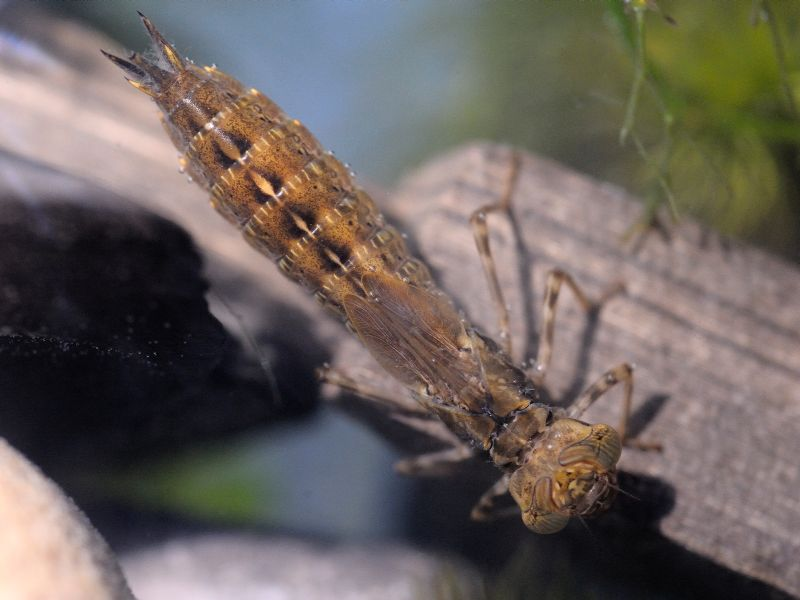
Личинка